# Danh sách thành phố của tỉnh tự trị đặc biệt Jeju
Tỉnh tự trị đặc biệt Jeju (hay Jeju-do) được chia thành 2 thành phố (si). Dưới đây là danh sách bằng tiếng Anh, hangul và hanja.

## Thành phố
| - Jeju-si | - Seogwipo-si |

## Danh sách theo dân số và vùng
| Tên         | Tên       | Tên       | Dân số  | Diện tích | Bản đồ hành chính |
| Tiếng Việt  | Hangul    | Hanja     | Dân số  | Diện tích | Bản đồ hành chính |
| ----------- | --------- | --------- | ------- | --------- | ----------------- |
| Jeju-si     | 제주시    | 濟州市    | 493,538 | 977.94    |                   |
| Seogwipo-si | 서귀포시  | 西歸浦市  | 184,474 | 871.29    |                   |
| Tổng cộng   | Tổng cộng | Tổng cộng | 678,012 | 1,849.23  |                   |

## Phân chia hành chính

### Jeju-si
Eup, myeon, dong
Aeweol-eup · Jocheon-eup · Hanrim-eup · Gujwa-eup · Hangyeong-myeon · Chuja-myeon · Udo-myeon · Geonip-dong · Nohyeong-dong · Dodu-dong · Bonggae-dong · Samdo-1-dong · Samdo-2-dong · Samyang-dong · Ara-dong · Yeon-dong · Ora-dong · Oedo-dong · Yongdam-1-dong · Yongdam-2-dong · Ido-1-dong · Ido-2-dong · Iho-dong · Ildo-1-dong · Ildo-2-dong · Hwabuk-dong

### Seogwipo-si
Eup, myeon, dong
Namwon-eup · Daejeong-eup · Seongsan-eup · Andeok-myeon · Pyoseon-myeon · Daeryun-dong · Daecheon-dong · Donghong-dong · Seohong-dong · Songsan-dong · Yeongcheon-dong · Yerae-dong · Jeongbang-dong · Jungmun-dong · Jungang-dong · Cheonji-dong · Hyodon-dong